# Adaline varázslatos élete
Az Adaline varázslatos élete (eredeti cím: The Age of Adaline) 2015-ös amerikai romantikus fantasyfilm, melyet J. Mills Goodloe és Salvador Paskowitz forgatókönyvéből Lee Toland Krieger rendezett. A főszereplők Blake Lively, Michiel Huisman, Kathy Baker, Amanda Crew, Harrison Ford és Ellen Burstyn.
A film középpontjában egy Adaline nevezetű nő áll, aki egy furcsa balesetben meghal, de egy villámcsapás révén új életet kap és nem öregszik tovább.
Az Amerikai Egyesült Államokban 2015. április 24-én mutatták be. Magyarországon április 23-án került mozikba a Big Band Media forgalmazásában.

## Cselekmény
|  | Alább a cselekmény részletei következnek! |

San Fransiscóban egy nyugodt délutánon, Adaline Bowman (Blake Lively) mielőtt hazaérne, hogy megetesse a kutyáját, hamis okiratokat vásárol egy szálláson. Ezt követően elmegy dolgozni, és kinyit egy filmtekercsekkel teli dobozt, köztük egyet, ami megmagyarázza a saját életét. 1908-ban született, Újév napján, majd később feleségül vették és született egy lánya, csakhogy özvegy lett, miután a férje tragikus balesetben meghalt.
Évekkel később, 1937-ben Adaline egy szeles hóvihar közepette ütközött az autójával, és szakadékba zuhant, majd egy közelben lévő fagyos tóban landolt, ahol meghalt, de egy véletlenszerű villámcsapás hirtelen adott még egy életesélyt a számára. Attól a pillanattól kezdve Adaline fizikailag 29 éves maradt.
Adaline azóta megváltoztatta a személyazonosságát és a címét a korszaka szerint, míg a lánya, Flemming normálisan él, és idősebbnek tűnik, mint ő. Egy éjszaka két gyanús FBI ügynök próbálja rávenni, hogy repülőgépre szálljon tanulmányozásra, de sikerül elmenekülnie a bezárt autóból, és rájön, hogy ki kell használnia az egész életét, amíg csak tudja. Egy szilveszteri bulin részt vesz, ahol találkozik Ellis Jones-szal (Michiel Huisman) és bemutatja magát a jelenlegi álnevén, mint Jennifer Larson. A férfi meglátogatja a munkahelyén, de elutasítja őt, tudván, hogy soha nem fog tudni beleszeretni, mert nem lehet normális jövője. A következő napon megérkezik Ellis, és ismét arra kéri Adaline-t, hogy menjen el vele. Végül elfogadja, és a második napon együtt töltik az éjszakát.
Egy visszaemlékezésben rájövünk, hogy Adaline egy olyan parkba megy taxival, ahol egy férfi várja, eljegyzési gyűrűt tartva a kezében. Megijed, ezért a taxisofőrnek azt mondja, hogy menjen tovább. A jelenben Adaline kutyája megbetegszik, és a nő kezdi figyelmen kívül hagyni Ellis hívásait.
Ellisszel elutaznak a szülei 40. házassági évfordulójára, ahol újra találkozik a már öreg szerelmével, aki a parkban akarta megkérni a kezét. Adeline újból elkezd menekülni, de ismét balesetet szenved. Ekkor jön rá hogy nem fut tovább a sorsa elől. Átengedi magát az érzésnek és Ellis Jones-szal él, aki természetesen megtud mindent Adeline múltjáról. A sors furcsa fintora hogy az utolsó balesetében elvesztette főhősnőnk a halhatatlanság képességét, amit csak később ismer fel. 
|  | Itt a vége a cselekmény részletezésének! |

## Szereplők
| Szerep                           | Színész         | Magyar hang   |
| -------------------------------- | --------------- | ------------- |
| Adaline Bowman / Jenny Larson    | Blake Lively    | Balsai Móni   |
| Ellis Jones                      | Michiel Huisman | Varga Gábor   |
| William Jones, Ellis apja        | Harrison Ford   | Csernák János |
| Kathy Jones, Ellis anyja         | Kathy Baker     | Szabó Éva     |
| Kikki Jones, Ellis húga          | Amanda Crew     | Csuha Bori    |
| Flemming Prescott, Adaline lánya | Ellen Burstyn   | Kubik Anna    |
| Regan                            | Lynda Boyd      | Bertalan Ági  |
| Cora                             | Anjali Jay      | Mezei Kitty   |
| Tony/Jeff                        | Richard Harmon  | Baráth István |